# Didier Auriol
Didier Auriol (Montpellier, 18 agosto 1958) è un pilota di rally francese.
Nato a Montpellier, prima di diventare pilota di rally è stato un conducente di ambulanze. È stato il primo pilota francese a diventare Campione del Mondo di Rally nel 1994 con la Toyota Celica Turbo 4WD ST185. Nella sua carriera ha corso con le principali case automobilistiche che hanno caratterizzato gli anni novanta e l'inizio del XXI secolo, ossia Ford, Lancia, Toyota, SEAT, Peugeot e Škoda.

## Carriera
Dopo aver debuttato nel mondiale da privato con una Renault 5 Turbo nel Rally di Corsica 1984 (ritiro per problema al turbo), Didier vince il Campionato nazionale francese nel 1986 con una MG Metro 6R4 e gli viene messa pertanto a disposizione una Ford Sierra RS Cosworth per i rally di Corsica e d'Italia, validi per il mondiale 1987. Qui l'ex autista di ambulanze stupisce tutti riuscendo a terminare ottavo in Francia ed addirittura quarto in Italia, ottenendo risultati migliori, a parità di vettura, anche di una giovane promessa che poi diventerà uno dei rivali del francese negli anni successivi: Carlos Sainz. Sin dai primi anni della sua carriera, Didier, verrà considerato uno specialista dell'asfalto, visto che su questo fondo raccoglie sovente risultati migliori.
Dopo aver vinto altri due campionati nazionali francesi nel 1987 e nel 1988, Auriol viene impiegato per quattro rally mondiali nel 1988 sempre dalla Ford. La Sierra si dimostra molto inferiore alla Lancia Delta che domina il campionato, ma Auriol riesce ugualmente a ottenere la sua prima vittoria mondiale in Francia, dove riesce ad avere la meglio della Delta di Loubet. Didier giunge anche terzo in Finlandia (dove mai un pilota latino era riuscito al debutto ad arrivare sul podio) alimentando ancor di più gli interessi verso di sé da parte degli altri team. Il Tour de Corse vinto dal pilota di Montpellier, sarà l'unica gara del 1988 dove il Team Lancia partecipa senza vincere.

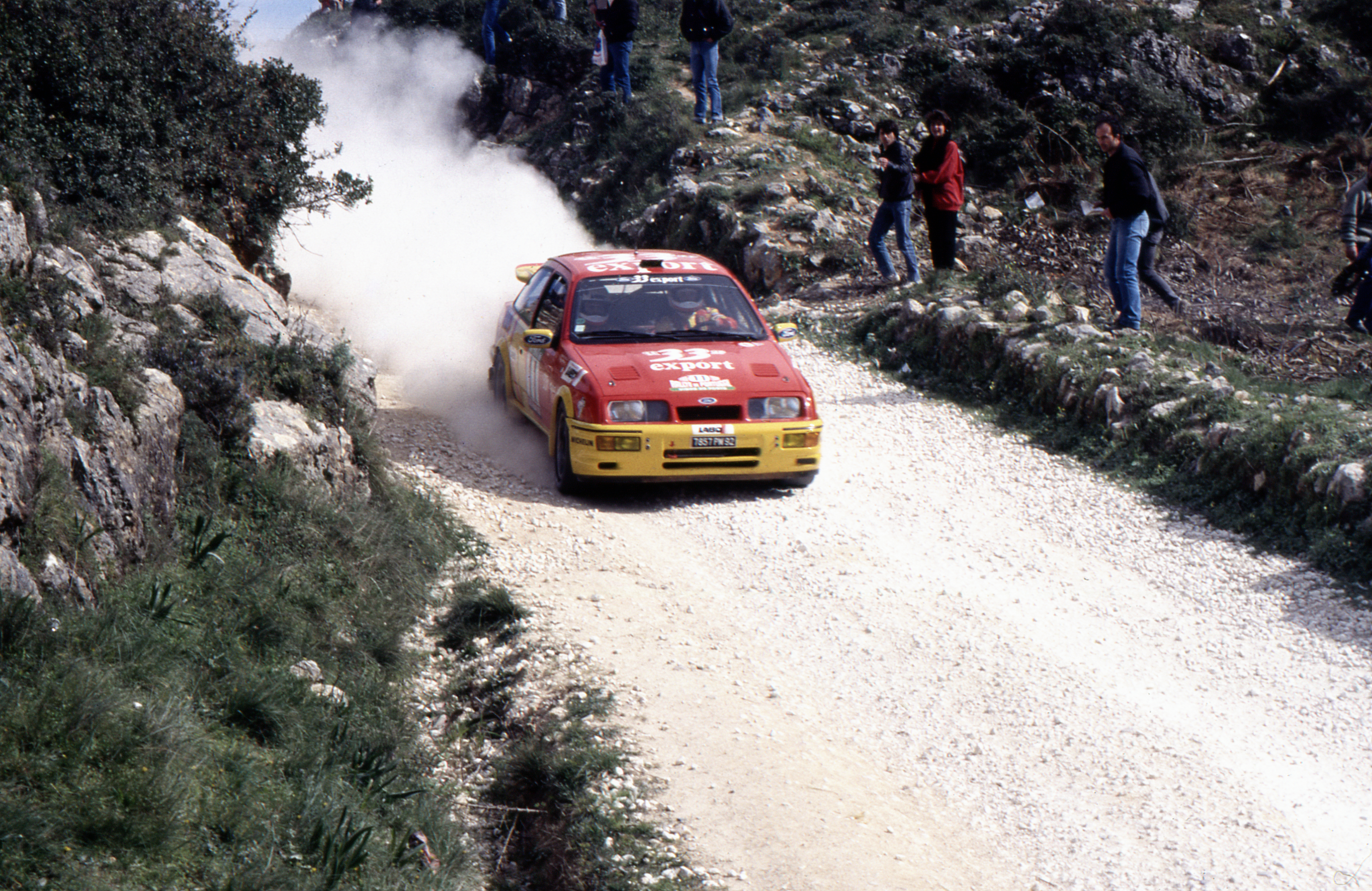
Auriol nel 1988 a bordo della Ford Sierra RS Cosworth durante il Rally del Portogallo

La Lancia ingaggia il pilota francese per tutto il campionato 1989 dove affianca Massimo Biasion che vince il secondo titolo iridato consecutivo. Auriol termina primo ancora in Corsica e termina due volte secondo, terminando quinto assoluto in campionato. Nel 1990 la Lancia affianca ad Auriol e Biasion anche Kankkunen, al fine di difendere il titolo da una Toyota sempre più competitiva. A vincere il campionato piloti sarà proprio la Toyota Celica ST165 guidata da Carlos Sainz, mentre la Lancia fa suo il titolo costruttori. Auriol termina comunque secondo assoluto in campionato dopo aver vinto a Monte Carlo, in Francia e in Italia.
Nonostante fosse risultato più efficace dei suoi due compagni di squadra, per la stagione successiva Auriol viene trasferito al Jolly Club. La squadra satellite Lancia, comunque tra le più importanti dell'epoca nella disciplina, è motivata a dare tutto il suo apporto al vicecampione del mondo in carica, ma Didier vincerà solo al Sanremo, terminando al terzo posto assoluto dietro a Juha Kankkunen e Carlos Sainz.
Stante il sopravvenuto ritiro a fine 1991 del marchio Lancia dall'ambito ufficiale, nel Mondiale 1992 il Jolly Club si ritrova a portare in pista, in veste semiufficiale e sotto le insegne del Martini Racing, l'ultima evoluzione della Delta, la HF Integrale. Il confermato Auriol vince sei rally in stagione (un record che sarà battuto da Sébastien Loeb nel 2005), riuscendo a far suo anche il Mille Laghi in Finlandia (secondo pilota non scandinavo dopo Sainz a riuscire nell'impresa). Nonostante questo però, una serie di problemi alla vettura, e un'uscita di strada nelle altre gare, lo condannano al terzo posto nella classifica generale dietro alla Toyota Celica ST185 di Sainz e all'altra Delta di Juha Kankkunen.

Un aggressivo Auriol su Delta Integrale 16V del Jolly Club nel vittorioso Sanremo del 1991

Nel 1993 Auriol e Kankkunen passano al Toyota Team Europe, al posto di Sainz che compie percorso inverso al Jolly Club. Nella prima stagione, gli avversari più pericolosi sono le Ford Escort di Jean François Delecour (pilota con il quale Auriol non ha per nulla un rapporto ottimale) e Biasion. Il pilota di Montpellier vince solo la gara di apertura a Monte Carlo e termina al terzo posto nella classifica generale del campionato, preceduto da Kankkunen e Delecour.
Nel 1994 dopo un ritiro al Monte Carlo, un secondo posto in Portogallo ed un terzo al Safari, vince ancora una volta il Tour de Corse ed ingaggia un duello con la Subaru Impreza di Carlos Sainz e con il compagno di squadra Kankkunen per l'iride. Mentre Kankkunen perde terreno in classifica piloti, Auriol vince il rally su terra di Argentina, arriva quinto in Nuova Zelanda, secondo in Finlandia e poi fa suo il Sanremo con una bella rimonta.
Un errore e dei problemi tecnici nell'ultima gara in Gran Bretagna sembrano segnare ancora una volta la conquista del primo titolo mondiale, ma Carlos Sainz sbaglia a sua volta ritirandosi e così l'ex autista di ambulanze, sempre in coppia con Bernard Occelli si aggiudica il titolo di Campione del Mondo alla guida della Toyota Celica ST185 diventando il primo pilota francese a fregiarsi dell'iride.
Nel 1995 con il nuovo modello della Celica e i nuovi regolamenti, la Toyota si ritrova inferiore alla Subaru. Dopo aver cambiato navigatore da Bernard Occelli a Denis Giraudet, Auriol vince l'unico rally della stagione in Corsica e, con l'esclusione del team dal Mondiale rally per le irregolarità riscontrate al turbocompressore delle Toyota Celica St205 durante lo svolgimento del rally Catalunia in Spagna, si ritrova appiedato per la stagione successiva.

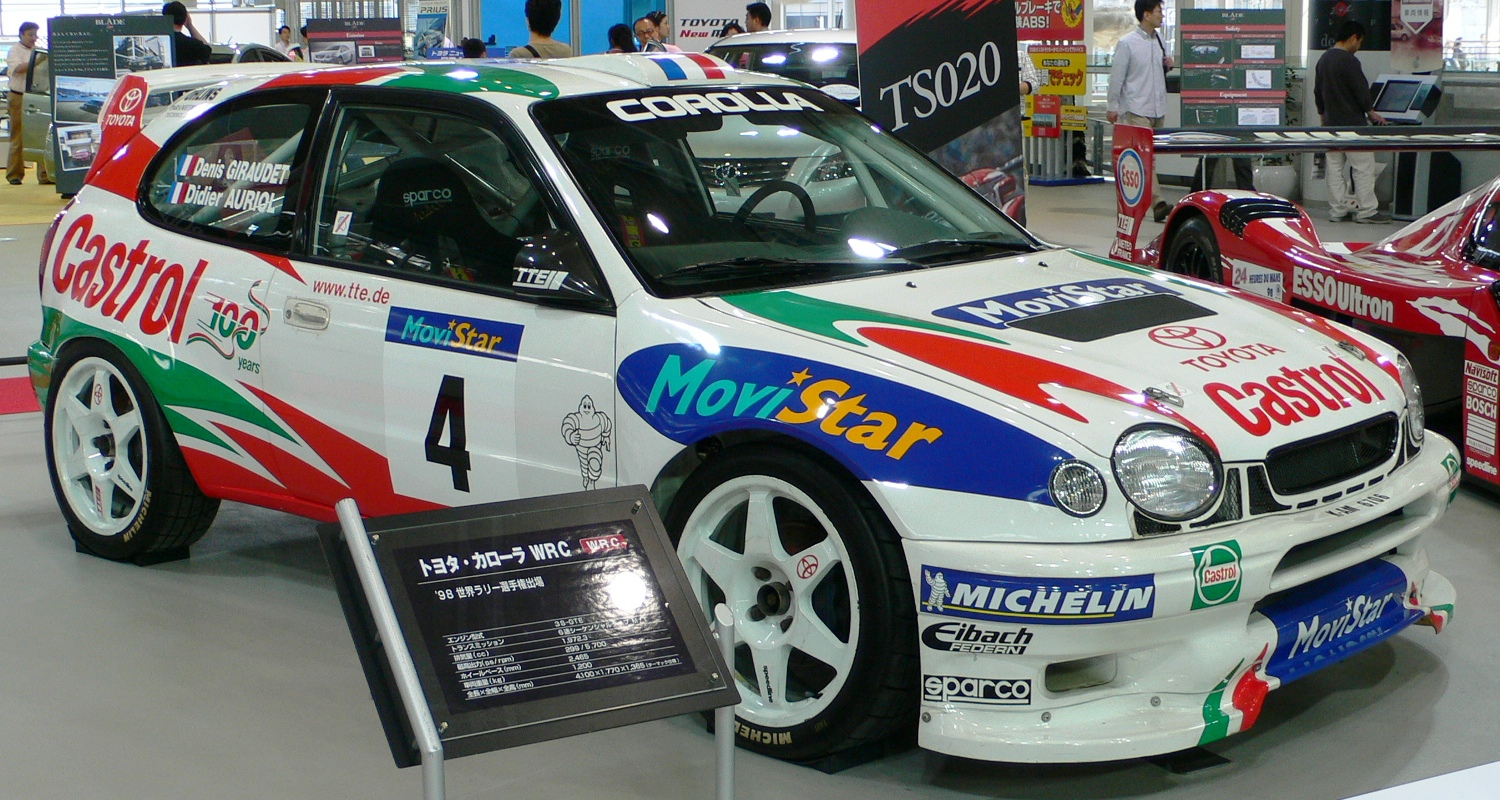
La Toyota Corolla WRC guidata da Auriol nella stagione 1999

Nella stagione seguente (1996) disputa in Svezia il suo primo rally su neve con la Subaru Impreza 555 (terminato in decima posizione) e il rally di Sanremo con la Mitsubishi Lancer Evo 3 della Ralliart (terminato in ottava posizione).
Nel 1997 Auriol viene di nuovo arruolato in Toyota per lo sviluppo della nuova Toyota Corolla WRC, il cui debutto è previsto per metà stagione al rally di Finlandia. Nella prima parte del 1997 disputa il Rally di Monte Carlo con una Ford Escort Cosworth Gr. A privata (ritiro) e il Rally d'Argentina con una Toyota Celica Gt-Four (terminato in quinta posizione).
Dopo un ottavo posto in Finlandia con la nuova Toyota Corolla WRC al debutto, un ritiro e ancora un ottavo posto, Auriol torna sul podio in Australia.
Nel 1998 Didier torna alla vittoria in Spagna, dopo un digiuno che durava dal rally di Francia 1995, centra due secondi posti all'Acropolis e in Argentina, e termina quinto in campionato dietro a Tommi Mäkinen, al compagno di squadra Sainz, a Colin McRae e a Kankkunen. Nel 1999 vince la prima edizione del rally di Cina e rimane in lotta per il mondiale piloti sino alle ultime gare terminando terzo in classifica generale del campionato dietro alla Mitsubishi di Makinen (che vince il quarto mondiale di fila) e alla Subaru di Richard Burns. Nonostante il campionato costruttori appena conquistato, La Toyota si ritira dai rally per passare alla Formula 1 e così Auriol deve cercarsi una nuova sistemazione.

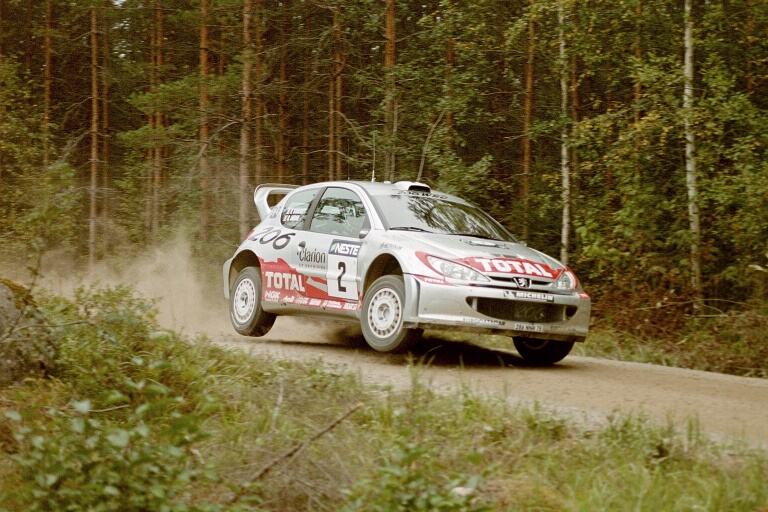
Auriol impegnato nel 2001 al Mille Laghi su Peugeot 206 WRC

Nel 2000 Auriol passa così alla SEAT dove riesce ad ottenere un terzo posto nel Safari Rally. La Cordoba Wrc si dimostra però sin troppo lenta ed inaffidabile e Didier a fine anno cambia squadra e passa alla Peugeot.
Nel 2001, dopo due battute a vuoto e un ottavo posto, ottiene la sua ventesima e ultima vittoria nel campionato del mondo, con la Peugeot 206 WRC si aggiudica il rally di Spagna. Nel resto della stagione sale ancora tre volte sul podio, ottenendo il settimo posto in classifica generale.
Nel 2002 corre solo il rally di Monte carlo con una Toyota Corolla WRC privata terminato con un ritiro per problemi al motore. Nel 2003 diventa pilota ufficiale Skoda, dedicandosi allo sviluppo della Fabia WRC. Nella prima parte della stagione ha a disposizione la vecchia Octavia, vettura ormai al limite del suo sviluppo e poco competitiva. Il miglior risultato è un sesto posto in Argentina. Con l'arrivo della Fabia le cose peggiorano, la vettura ha di continuo problemi meccanici ed Auriol è costretto ad un mesto tredicesimo posto in classifica generale. Gli scarsi risultati ottenuti e l'assenza di sedili ufficiali disponibili lo spingono al ritiro.
Ultimo rally mondiale disputato il rally di Monte Carlo 2005 con una Peugeot 206 WRC del Team Bozian terminato con un ritiro. Nel 2006 ha partecipato al rally di Monza con una Peugeot 206 Wrc della Scuderia Grifone. Nel 2007 partecipa nuovamente al Rally di Monza con una Toyota Corolla Super 2000 sempre gestita dalla scuderia Grifone. Nel 2009 partecipa al Corona Rally Mexico (chiamato anche Rally of Nations essendo la competizione a squadre nazionali con due vetture ognuna) con una Mitsubishi Lancer Evolution 9 del Team Astra conquistando la settima posizione singola e la terza a squadre per la Francia.

## Risultati

### Campionato del mondo rally
| 1984 | Scuderia | Vettura         |  |  |  |  |     |  |  |  |  |  |  |  |  |  |  |  | Punti | Pos. |
| ---- | -------- | --------------- |  |  |  |  | --- |  |  |  |  |  |  |  |  |  |  |  | ----- | ---- |
| 1984 |          | Renault 5 Turbo |  |  |  |  | Rit |  |  |  |  |  |  |  |  |  |  |  | 0     |      |

| 1985 | Scuderia | Vettura         |  |  |  |  |     |  |  |  |  |  |  |  |  |  |  |  | Punti | Pos. |
| ---- | -------- | --------------- |  |  |  |  | --- |  |  |  |  |  |  |  |  |  |  |  | ----- | ---- |
| 1985 |          | Renault 5 Turbo |  |  |  |  | Rit |  |  |  |  |  |  |  |  |  |  |  | 0     |      |

| 1986 | Scuderia | Vettura      |  |  |  |  |     |  |  |  |  |  |  |  |  |  |  |  | Punti | Pos. |
| ---- | -------- | ------------ |  |  |  |  | --- |  |  |  |  |  |  |  |  |  |  |  | ----- | ---- |
| 1986 |          | MG Metro 6R4 |  |  |  |  | Rit |  |  |  |  |  |  |  |  |  |  |  | 0     |      |

| 1987 | Scuderia    | Vettura                 |  |  |  |  |   |  |  |  |  |  |  |   |  |  |  |  | Punti | Pos. |
| ---- | ----------- | ----------------------- |  |  |  |  | - |  |  |  |  |  |  | - |  |  |  |  | ----- | ---- |
| 1987 | Ford France | Ford Sierra RS Cosworth |  |  |  |  | 8 |  |  |  |  |  |  | 4 |  |  |  |  | 13    | 22º  |

| 1988 | Scuderia | Vettura                 |  |  |     |  |   |  |  |  |  |   |  |     |  |  |  |  | Punti | Pos. |
| ---- | -------- | ----------------------- |  |  | --- |  | - |  |  |  |  | - |  | --- |  |  |  |  | ----- | ---- |
| 1988 | Ford     | Ford Sierra RS Cosworth |  |  | Rit |  | 1 |  |  |  |  | 3 |  | Rit |  |  |  |  | 32    | 6º   |

| 1989 | Scuderia       | Vettura                |   |  |     |  |   |   |  |  |     |  |     |  |  |  |  |  | Punti | Pos. |
| ---- | -------------- | ---------------------- | - |  | --- |  | - | - |  |  | --- |  | --- |  |  |  |  |  | ----- | ---- |
| 1989 | Martini Racing | Lancia Delta Integrale | 2 |  | Rit |  | 1 | 2 |  |  | Rit |  | Rit |  |  |  |  |  | 50    | 5º   |

| 1990 | Scuderia       | Vettura                |   |   |  |   |     |  |   |     |     |   |  |   |  |  |  |  | Punti | Pos. |
| ---- | -------------- | ---------------------- | - | - |  | - | --- |  | - | --- | --- | - |  | - |  |  |  |  | ----- | ---- |
| 1990 | Martini Racing | Lancia Delta Integrale | 1 | 2 |  | 1 | Rit |  | 3 | Rit | Rit | 1 |  | 5 |  |  |  |  | 95    | 2º   |

| 1991 | Scuderia   | Vettura                |     |   |   |  |   |   |   |   |   |     |   |  |  |    |  |  | Punti | Pos. |
| ---- | ---------- | ---------------------- | --- | - | - |  | - | - | - | - | - | --- | - |  |  | -- |  |  | ----- | ---- |
| 1991 | Jolly Club | Lancia Delta Integrale | Rit | 9 | 2 |  | 2 | 4 | 3 | 3 | 2 | Rit | 1 |  |  | 12 |  |  | 101   | 3º   |

| 1992 | Scuderia       | Vettura                |   |  |     |  |   |   |  |   |   |   |     |  |    |     |  |  | Punti | Pos. |
| ---- | -------------- | ---------------------- | - |  | --- |  | - | - |  | - | - | - | --- |  | -- | --- |  |  | ----- | ---- |
| 1992 | Martini Racing | Lancia Delta Integrale | 1 |  | Rit |  | 1 | 1 |  | 1 | 1 | 1 | Rit |  | 10 | Rit |  |  | 121   | 3º   |

| 1993 | Scuderia               | Vettura               |   |     |  |  |   |     |   |   |   |     |  |   |   |  |  |  | Punti | Pos. |
| ---- | ---------------------- | --------------------- | - | --- |  |  | - | --- | - | - | - | --- |  | - | - |  |  |  | ----- | ---- |
| 1993 | Toyota Motorsport GmbH | Toyota Celica GT-Four | 1 | Rit |  |  | 2 | Rit | 3 | 3 | 3 | Rit |  | 2 | 6 |  |  |  | 92    | 3º   |

| 1994 | Scuderia               | Vettura               |     |   |   |   |     |   |   |   |   |   |  |  |  |  |  |  | Punti | Pos. |
| ---- | ---------------------- | --------------------- | --- | - | - | - | --- | - | - | - | - | - |  |  |  |  |  |  | ----- | ---- |
| 1994 | Toyota Motorsport GmbH | Toyota Celica GT-Four | Rit | 2 | 3 | 1 | Rit | 1 | 5 | 2 | 1 | 6 |  |  |  |  |  |  | 116   | 1º   |

| 1995 | Scuderia               | Vettura               |     |   |   |   |   |     |    |  |  |  |  |  |  |  |  |  | Punti | Pos. |
| ---- | ---------------------- | --------------------- | --- | - | - | - | - | --- | -- |  |  |  |  |  |  |  |  |  | ----- | ---- |
| 1995 | Toyota Motorsport GmbH | Toyota Celica GT-Four | Rit | 5 | 5 | 1 | 2 | Rit | SQ |  |  |  |  |  |  |  |  |  | 51    | SQ   |

| 1996 | Scuderia | Vettura                                  |    |  |  |  |  |  |  |   |  |  |  |  |  |  |  |  | Punti | Pos. |
| ---- | -------- | ---------------------------------------- | -- |  |  |  |  |  |  | - |  |  |  |  |  |  |  |  | ----- | ---- |
| 1996 |          | Subaru Impreza e Mitsubishi Lancer Evo 3 | 10 |  |  |  |  |  |  | 8 |  |  |  |  |  |  |  |  | 4     | 25º  |

| 1997 | Scuderia | Vettura                                                             |     |  |  |  |  |  |   |  |  |   |     |   |   |     |  |  | Punti | Pos. |
| ---- | -------- | ------------------------------------------------------------------- | --- |  |  |  |  |  | - |  |  | - | --- | - | - | --- |  |  | ----- | ---- |
| 1997 |          | Ford Escort RS Cosworth, Toyota Celica GT-Four e Toyota Corolla WRC | Rit |  |  |  |  |  | 5 |  |  | 8 | Rit | 8 | 3 | Rit |  |  | 6     | 11º  |

| 1998 | Scuderia               | Vettura            |    |   |   |     |   |   |     |   |   |   |     |   |     |  |  |  | Punti | Pos. |
| ---- | ---------------------- | ------------------ | -- | - | - | --- | - | - | --- | - | - | - | --- | - | --- |  |  |  | ----- | ---- |
| 1998 | Toyota Motorsport GmbH | Toyota Corolla WRC | 14 | 6 | 4 | Rit | 1 | 6 | Rit | 2 | 2 | 4 | Rit | 3 | Rit |  |  |  | 34    | 5º   |

| 1999 | Scuderia               | Vettura            |   |   |   |   |   |    |   |     |   |      |   |   |     |     |  |  | Punti | Pos. |
| ---- | ---------------------- | ------------------ | - | - | - | - | - | -- | - | --- | - | ---- | - | - | --- | --- |  |  | ----- | ---- |
| 1999 | Toyota Motorsport GmbH | Toyota Corolla WRC | 3 | 4 | 2 | 3 | 2 | 51 | 3 | Rit | 4 | Rit1 | 1 | 3 | Rit | Rit |  |  | 52    | 3º   |

| 2000 | Scuderia   | Vettura             |     |    |   |    |    |     |     |     |    |     |   |    |   |   |  |  | Punti | Pos. |
| ---- | ---------- | ------------------- | --- | -- | - | -- | -- | --- | --- | --- | -- | --- | - | -- | - | - |  |  | ----- | ---- |
| 2000 | SEAT Sport | SEAT Córdoba WRC E2 | Rit | 10 | 3 | 10 | 13 | Rit | Rit | Rit | 11 | Rit | 8 | 17 | 8 | 9 |  |  | 4     | 12º  |

| 2001 | Scuderia      | Vettura         |     |     |   |   |     |     |     |     |     |   |   |   |   |   |  |  | Punti | Pos. |
| ---- | ------------- | --------------- | --- | --- | - | - | --- | --- | --- | --- | --- | - | - | - | - | - |  |  | ----- | ---- |
| 2001 | Peugeot Sport | Peugeot 206 WRC | Rit | Rit | 8 | 1 | Rit | Rit | Rit | Rit | Rit | 6 | 3 | 3 | 3 | 7 |  |  | 23    | 7º   |

| 2002 | Scuderia | Vettura            |     |  |  |  |  |  |  |  |  |  |  |  |  |  |  |  | Punti | Pos. |
| ---- | -------- | ------------------ | --- |  |  |  |  |  |  |  |  |  |  |  |  |  |  |  | ----- | ---- |
| 2002 |          | Toyota Corolla WRC | Rit |  |  |  |  |  |  |  |  |  |  |  |  |  |  |  | 0     |      |

| 2003 | Scuderia         | Vettura                             |   |    |     |   |   |   |     |     |     |    |    |     |     |    |  |  | Punti | Pos. |
| ---- | ---------------- | ----------------------------------- | - | -- | --- | - | - | - | --- | --- | --- | -- | -- | --- | --- | -- |  |  | ----- | ---- |
| 2003 | Škoda Motorsport | Škoda Octavia WRC e Škoda Fabia WRC | 9 | 18 | Rit | 8 | 6 | 9 | Rit | Rit | Rit | 12 | 12 | Rit | Rit | 11 |  |  | 4     | 13º  |

| 2005 | Scuderia | Vettura         |     |  |  |  |  |  |  |  |  |  |  |  |  |  |  |  | Punti | Pos. |
| ---- | -------- | --------------- | --- |  |  |  |  |  |  |  |  |  |  |  |  |  |  |  | ----- | ---- |
| 2005 |          | Peugeot 206 WRC | Rit |  |  |  |  |  |  |  |  |  |  |  |  |  |  |  | 0     |      |

| Legenda | 1º posto | 2º posto | 3º posto | A punti | Senza punti | Ritirato | Squalificato | NP=Non partito C=Gara cancellata | Apice=Power stage |

## Titoli conquistati
Didier Auriol ha vinto tre campionato francesi, un campionato del mondo rally e 3 Race of Champions (un record che condivide con Mattias Ekström e Sébastien Loeb)
| stagione | Titolo                | Vettura                     |
| -------- | --------------------- | --------------------------- |
| 1986     | French Rally Champion | MG Metro 6R4                |
| 1987     | French Rally Champion | Ford Sierra RS Cosworth     |
| 1988     | French Rally Champion | Ford Sierra RS Cosworth     |
| 1994     | World Rally Champion  | Toyota Celica GT-Four ST185 |
| 1994     | Champion of Champions |                             |
| 1996     | Champion of Champions |                             |
| 1999     | Champion of Champions |                             |

## Vittorie nel campionato del mondo rally
Nel corso della sua carriera Didier Auriol è riuscito a vincere 20 rally iridati, e per 6 volte il Tour de Corse.
| Anno | Rally                                           | Nazione   | Copilota        | Vettura                    |
| ---- | ----------------------------------------------- | --------- | --------------- | -------------------------- |
| 1988 | Tour de Corse - Rallye de France                | Francia   | Bernard Occelli | Ford Sierra RS Cosworth    |
| 1989 | Tour de Corse - Rallye de France                | Francia   | Bernard Occelli | Lancia Delta Integrale     |
| 1990 | Rallye Automobile de Monte-Carlo                | Monaco    | Bernard Occelli | Lancia Delta Integrale 16V |
| 1990 | Tour de Corse - Rallye de France                | Francia   | Bernard Occelli | Lancia Delta Integrale 16V |
| 1990 | Rallye Sanremo - Rallye d'Italia                | Italia    | Bernard Occelli | Lancia Delta Integrale 16V |
| 1991 | Rallye Sanremo - Rallye d'Italia                | Italia    | Bernard Occelli | Lancia Delta Integrale 16V |
| 1992 | Rallye Automobile de Monte-Carlo                | Monaco    | Bernard Occelli | Lancia Delta HF Integrale  |
| 1992 | Tour de Corse - Rallye de France                | Francia   | Bernard Occelli | Lancia Delta HF Integrale  |
| 1992 | Acropolis Rally                                 | Grecia    | Bernard Occelli | Lancia Delta HF Integrale  |
| 1992 | Rally Argentina                                 | Argentina | Bernard Occelli | Lancia Delta HF Integrale  |
| 1992 | 1000 Lakes Rally                                | Finlandia | Bernard Occelli | Lancia Delta HF Integrale  |
| 1992 | Telecom Rally Australia                         | Australia | Bernard Occelli | Lancia Delta HF Integrale  |
| 1993 | Rallye Automobile de Monte-Carlo                | Monaco    | Bernard Occelli | Toyota Celica Turbo 4WD    |
| 1994 | Tour de Corse - Rallye de France                | Francia   | Bernard Occelli | Toyota Celica Turbo 4WD    |
| 1994 | Rally Argentina                                 | Argentina | Bernard Occelli | Toyota Celica Turbo 4WD    |
| 1994 | Rallye Sanremo - Rallye d'Italia                | Italia    | Bernard Occelli | Toyota Celica Turbo 4WD    |
| 1995 | Tour de Corse - Rallye de France                | Francia   | Denis Giraudet  | Toyota Celica GT-Four      |
| 1998 | Rallye Catalunya-Costa Brava (Rallye de España) | Spagna    | Denis Giraudet  | Toyota Corolla WRC         |
| 1999 | China Rally                                     | Cina      | Denis Giraudet  | Toyota Corolla WRC         |
| 2001 | Rallye Catalunya-Costa Brava (Rallye de España) | Spagna    | Denis Giraudet  | Peugeot 206 WRC            |